# Sun Air of Scandinavia
Sun Air of Scandinavia (mã IATA = EZ, mã ICAO = SUS) là hãng hàng không của tư nhân, trụ sở ở Billund, Đan Mạch. Hãng có căn cứ ở Sân bay Billund và có các tuyến bay trong vùng cho hãng British Airways. Hãng cũng nhận chở các khách thuê bao cả chuyến.

## Lịch sử
Sun Air of Scandinavia được thành lập và bắt đầu hoạt động từ năm 1978. Ban đầu hãng hoạt động như một hãng máy bay taxi và chở các khách thuê bao cả chuyến. Năm 1987, hãng bắt đầu mở các tuyến bay trong vùng. Từ ngày 1.8.1996 hãng hợp tác với British Airways và chở khách nhân danh hãng này. Sun Air of Scandinavia do Niels Sundberg làm chủ và hiện có 175 nhân viên.

## Các nơi đến
(Tháng 8 năm 2007):
- Bỉ

- Brussels

- Đan Mạch

- Aalborg
- Aarhus
- Billund

- Phần Lan

- Helsinki

- Pháp

- Paris

- Đức

- Düsseldorf

- Na Uy

- Oslo

- Thụy Điển

- Göteborg
- Stockholm

- Thụy Sĩ

- Berne

- Anh quốc

- Manchester

## Đội máy bay
(Tháng 2 năm 2008):
- 1 BAe Jetstream 31
- 2 BAe Jetstream 32
- 7 Dornier 328-110
- 4 Dornier 328Jet